# Тополь печальный
Тополь печальный (лат. Populus tristis) — древесное растение из рода Тополь (Populus), относящееся к семейству Ивовые (Salicaceae). Согласно данным GBIF на февраль 2025 года вид признан синонимом вида тополя волосистоплодного (Populus trichocarpa).

## Ботаническое описание
Листопадное дерево, достигающее высоты 15–25 м. Ствол обычно прямой, с серой или слегка коричневатой корой, которая с возрастом становится более грубой и трещиноватой. Молодые побеги тонкие, гладкие, часто имеют красноватый или зеленоватый оттенок. Корневая система мощная, стержневая, с сильно развитыми боковыми корнями.
Листья черешковые, широкояйцевидной или треугольно-яйцевидной формы, с заострённой верхушкой. Длина листовой пластинки составляет 5–10 см, а ширина — около 4–8 см. Край листа мелкопильчатый. Верхняя поверхность листа темно-зелёная, блестящая, нижняя — более светлая, иногда с легким голубоватым оттенком. Осенью листья приобретают жёлтую окраску перед опадением.
Соцветия представлены сережками длиной 5–10 см, которые свисают на длинных цветоносах. Цветки мелкие, невзрачные, безлепестковые, с хорошо развитыми тычинками у мужских растений и пестиками у женских. После опыления образуются мелкие семена, снабженные пушистым околоплодником, который способствует их распространению ветром. Тополь печальный является двудомным растением: мужские и женские цветки расположены на разных растениях.
Цветение происходит ранней весной, до распускания листьев. 

## Распространение
Вид, характерный для умеренных и субарктических регионов Евразии. Его ареал охватывает обширные территории, преимущественно в северной части континента. Основные районы распространения включают лесотундру, таежные зоны и горные ландшафты Сибири, северные регионы Казахстана и Монголии.
В России этот вид встречается в Западной и Восточной Сибири, где он формирует как чистые насаждения, так и смешанные сообщества с другими древесными породами, такими как береза, ель и лиственница. Тополь печальный часто произрастает в долинах рек, на заболоченных участках и вдоль ручьев, что связано с его высокой потребностью в увлажнении почвы. Однако точные границы ареала остаются недостаточно изученными, особенно в труднодоступных регионах Сибири и Центральной Азии.
На территории Китая данный вид встречается в северных провинциях, таких как Внутренняя Монголия и Хэйлунцзян, где он адаптирован к суровым климатическим условиям. В Монголии вид распространен в северных районах, граничащих с Россией.